# 三宅宗隆
三宅 宗隆（みやけ むねたか、? - 天正10年（1582年））は、戦国時代から安土桃山時代にかけての武将。能登畠山氏の家臣。通称は小三郎。

## 生涯
能登国の崎山城城主であり、宇出津（現:鳳至郡能登町宇出津）一帯を拠点としていた。三宅続長の子。
天正5年（1577年）、上杉謙信の能登侵攻時に降伏し、臣従する。天正7年（1579年）、謙信の死後に七尾城を攻略、能登を一時的に支配するが、織田信長の軍勢に追われ越後国へ逃亡する。天正10年（1582年）、本能寺の変後に能登へ戻り、石動山門徒衆と結ぶが、佐久間盛政の軍勢に敗北、捕らえられ自害する。